# Rebel in the Rye
Rebel in the Rye és una pel·lícula dramatica biografia de 2017 dirigida i escrita per Danny Strong. Està basada en el llibre J.D. Salinger: A Life Raised High de Kenneth Slawenski, sobre la vida de l'escriptor J.D. Salinger durant i després de la Segona Guerra Mundial.
La pel·lícula és protagonitzada per Nicholas Hoult i Kevin Spacey.

## Sinopsi
Tracta sobre la vida del famós i poc sociable autor, J. D. Salinger, que es va fer conegut internacionalment amb la seva novel·la El vigilant en el camp de sègol.

## Repartiment
| Actor          | Personatge         |                |                |
| -------------- | ------------------ | -------------- | -------------- |
| Actor          | Personatge         | Nicholas Hoult | J. D. Salinger |
| Zoey Deutch    | Oona O'Neill       |                |                |
| Kevin Spacey   | Whit Burnett       |                |                |
| Sarah Paulson  | Dorothy Olding     |                |                |
| Brian d'Arcy   | Giroux             |                |                |
| Victor Garber  | Sol Salinger       |                |                |
| Hope Davis     | Miriam Salinger    |                |                |
| Lucy Boynton   | Claire Douglas     |                |                |
| James Urbaniak | Gus Lobrano        |                |                |
| Adam Busch     | Nigel Bench        |                |                |
| Jefferson Mays | William Maxwell    |                |                |
| Bernard White  | Swami Nikhilananda |                |                |